# Гассам, Чайльд
Фредерик Чайльд Гассам (Хэ́ссем англ. Frederick Childe Hassam; 17 октября 1859, Дорчестер, Массачусетс — 27 августа 1935, Лонг-Айленд, Нью-Йорк) — американский художник-импрессионист.

## Жизнь и творчество
Уже в юности Гассам был увлечённым рисовальщиком и акварелистом. В 1877 году бросил школу, первое время работал ксилографом, делая графические иллюстрации для таких журналов, как The Century Magazine, Harper’s Weekly и Scribner’s Monthly. В 1878 начал посещать вечерние курсы при Бостонском художественном клубе и институте Лоуэлла. В этот период написал свои первые пейзажи в натуралистическом стиле: в основном это виды Бостона и его окрестностей. В 1882 состоялась первая персональная выставка Гассама, на которой он впервые продавал свои полотна.
Летом 1883 года впервые выехал в Европу, посетил Италию, Францию, Голландию, Англию и Испанию; большое влияние на него оказали акварели У. Тёрнера. В 1884, после возвращения на родину, выставил в Бостоне 67 сделанных им в Европе акварелей. В том же году женился на Катлин Мод Доун (1862—1946).
В 1886 году посетил выставку французских художников-импрессионистов и в том же году уехал в Париж, где прожил три года; учился в академии Жюлиана. В это время источником его доходов являлись иллюстрирование издававшихся в Бостоне книг, а также продажа картин на американских аукционах. В 1887 году впервые выставлял свои полотна в Парижском Салоне. Принимал участие во Всемирной выставке 1889 года, на которой завоевал бронзовую медаль. В том же году уехал в Нью-Йорк. В 1909 году нью-йоркский Метрополитен-музей купил одну из его картин.
В 1897 вступил в Общество американских художников и совместно с Джоном Твахтманом и Джулианом Вейром создал группу Десять американских художников (Десятка (англ. The Ten)). Становится ведущим представителем американского импрессионизма. Большим успехом пользовались его городские пейзажи (Вашингтон-сквер, Пятая авеню, Глочестер и др.). Совершил несколько поездок по США и Европе, а в 1916 году начал серию картин с изображениями флагов разных стран, в которых он пропагандировал вступление США в Первую мировую войну.
В 1919 году поселился в Ист-Гэмптон на Лонг-Айленде в Нью-Йорке, где и прожил всю оставшуюся жизнь.

## Галерея
- Некоторые работы
- Триумфальная арка Джорджа Вашингтона в Нью-Йорке весной (1893).
- Сад у воды (1909).
- Всемирная выставка в Чикаго.
- У цветочниц (1889).
- Вьюга на Мэдисон-сквер, Нью-Йорк.
- Музыкальная импровизация.
- Маки. Острова Шоал (1891).
- Набережная Сен-Мишель, Париж.